# Pluto Projector
''Pluto Projector'' is een nummer van Rex Orange County. Het nummer werd uitgebracht op 17 oktober 2019 als single onder het label RCA Records. Het nummer bereikte plek 17 in de Official New Zealand Music Chart en plek 7 in de US Rock Songs. Pluto Projector is ook het zevende nummer op het derde studioalbum van Rex, Pony, dat 8 dagen na het uitbrengen van Pluto Projector op 25 oktober werd uitgebracht.

## Achtergrond
"Pluto Projector" is de tweede single die is uitgebracht voor Rex' derde studioalbum, Pony. De opnametechniek werd verzorgd door Haydn Bendall, gemasterd door Ted Jensen, gemixt door Ben Baptie en geschreven door Ben Baptie en Rex Orange County. Overige techniek werd verzorgd door Tom Archer, Alex Ferguson en Natasha Canter. Er werden voor dit nummer ook een aantal muzikanten ingehuurd om viool, cello en altviool te bespelen.
Het nummer maakte voor het eerst een verschijning op 16 oktober 2019, toen Rex een video van 1 minuut op zijn Instagram en Twitter plaatste van een orkest dat speelt wat later de muziek van het nummer blijkt. Een paar uur later tweette hij een telefoonnummer dat fans konden bellen om een voorvertoning van 50 seconden van het nummer te horen.
Het nummer begint met Rex die over een akoestische gitaar zingt. Al snel worden er kicks toegevoegd aan het instrumentals samen met piano, wat de transformatie van het nummer van een meer akoestisch geluid naar een meer ingewikkelde, vollere productiestijl. Er zijn ook achtergrondvocals toegevoegd die harmonie met zijn stem creëren en een nieuwe laag aan het nummer toevoegen. De outro van het nummer bevat de intensiteit van het nummer samen zonder dat er songtekst is. In de laatste seconden van Pluto Projector zingt Rex Orange County zachtjes over een heel lichte gitaar.
Elijah Klein verteld in een review van The Communicator over de sfeer van het nummer: ''De sfeer van dit nummer schetst het beeld van een jong stel dat naar de zonsondergang kijkt, naar de sterren staart, lacht en plezier heeft terwijl ze de hele nacht dansen. Naarmate het nummer vordert, verschuift je gemoedstoestand naar die van een camera met een onscherpe achtergrond - alleen focussen op het hoofdonderwerp. Het geeft het gevoel aanwezig te zijn en te genieten van het moment.''

## Medewerkers
- Rex Orange County - zang, gitaar
- Amy Steward - contractor
- Haydn Bendall - recording engineer
- Ted Jensen - mastering engineer
- Assistant engineer - Tom Archer, Alex Ferguson en Natasha Canter
- Sally Herbert - conductor en strings

- Ben Baptie - gitaar, mixing, engineer
- Viool - Steve Morris, Natalia Bonner, Tom Pigott-Smith, Louisa Fuller, Richard George, Calina de la Mare, Ian Humphries, Oli Langford en Everton Nelson
- Cello - Chris Worsey, Tony Woollard en Ian Burdge
- Altviool - Rachel Robson, Reiad Chibah, Nick Barr en John Metcalfe
- Distributeur - Sony Music Entertainment

Alexander O'Connor